# Horbling
Horbling är en ort och civil parish i Storbritannien.   Den ligger i grevskapet Lincolnshire och riksdelen England, i den sydöstra delen av landet, 160 km norr om huvudstaden London. Horbling ligger 14 meter över havet och antalet invånare är 397.
Terrängen runt Horbling är platt. Runt Horbling är det ganska tätbefolkat, med 96 invånare per kvadratkilometer. Närmaste större samhälle är Spalding, 17,9 km sydost om Horbling. Trakten runt Horbling består till största delen av jordbruksmark.